# Cuzcozwergspecht

Verbreitungsgebiet des Cuscozwergspechtes

Der Cuscozwergspecht (Picumnus subtilis) ist eine Vogelart  aus der Gattung der Zwergspechte (Picumnus) aus der Familie der Spechte (Picidae).
Bis vor kurzem wurde der Vogel als endemisch in Ostperu angesehen, jedoch wurde er auch im äußersten Südwesten Brasiliens nachgewiesen. Er ist häufig in einem begrenzten Gebiet von 450 – 1100 m in Südperu dicht am Fuße der Anden in flussnahen Wäldern. In Brasilien kommt er an Guadua-bestandenen Waldrändern von Terra Firme vor. Im oberen Tal des Río Ucayali kommt die Art möglicherweise zusammen mit dem Gelbbauch-Zwergspecht (Picumnus castelnau) vor, wo beide eventuell auch hybridisieren sollen.
Der Artzusatz kommt von lateinisch subtilis ‚einfach, schlicht, fein‘.

## Merkmale
Die Art ist etwa 10 cm groß und wiegt 10–11 g. Die Oberseite ist weitgehend olivbraun, die Kopfkappe schwarz mit zahlreichen weißen Punkten, die seitlich kleiner werden und einen schmalen Überaugenstreif bilden. Das Kinn ist rotbraun, die Unterseite grau gefärbt mit schmaler, abgegrenzter dunkler Bänderung. Das Männchen hat an der Stirn und dem Scheitel rötlich-orange Punkte. Rücken, Bürzel und Oberschwanzdecken sind gelblich-olivfarben mit zarter olivgrüner Bänderung. Die Handschwingen sind grau-braun, die Armschwingen und Deckflügel haben oliv-gelbe Ränder. Kinn und Kehle sind mattweiß. Die Brust ist grau, gebändert mit strohgelben Spitzen. Die Unterschwanzdecken sind strohgelb. Die Steuerfedern sind schwarz, die mittleren haben reinweiße Innenseiten.
Jungvögel sind stärker und diffuser gebändert, die Kopfkappe bräunlich oder grau-schwarz. Die Iris ist braun, die Periorbitalhaut ist grau, der Schnabel ist schwarz mit blau-grauer Basis, die Füße sind oliv bis grünlich.
Die Art unterscheidet sich vom Gelbbauch-Zwergspecht (Picumnus castelnau) durch weiße Flecken auf dem Nacken, mehr Gelb auf der Unterseite, durch schmale graue Bänderung der Brust und undeutliche Bänderung auf dem Rücken. Sie ähnelt auch dem sympatrischen Goldstirn-Zwergspecht (Picumnus aurifrons), der aber wesentlich kräftiger an der Brust gebändert ist und eine deutliche Strichelung auf der Unterseite aufweist.

## Geografische Variation
Die Art ist monotypisch.

## Stimme
Der Ruf des Männchens wird als mäßig schnelle, abfallende Folge von scharfen, hohen Lauten beschrieben „SEE see see see see see“.

## Lebensweise
Die Nahrung besteht vermutlich aus Insekten.

## Gefährdungssituation
Der Bestand gilt als „nicht gefährdet“ (least Concern).